# Ovčie
Ovčie (in ungherese Kisvitéz) è un comune della Slovacchia facente parte del distretto di Prešov, nella regione omonima.